# Giesing (metrostation)
Giesing is een metrostation in de wijken Obergiesing en Ramersdorf van de Duitse stad München. Het station werd geopend op 18 oktober 1980 en wordt bediend door de lijnen U2 en U7 van de metro van München.
Giesing is tevens de naam van het bovengronds gelegen station van de S-Bahn van München. 